# Terence Garvey
Sir Terence Willcocks Garvey, KCMG (* 7. Dezember 1915 in Dublin; † 7. Dezember 1986) war ein britischer Diplomat und Regierungsbeamter, der unter anderem zwischen 1968 und 1971 Botschafter in Jugoslawien, von 1971 bis 1973 Hochkommissar in Indien sowie zuletzt zwischen 1973 und 1975 Botschafter in der Sowjetunion war.

## Leben
Terence Willcocks Garvey, Sohn von Francis Willcocks Garvey und Ethel Margaret Ray, begann nach dem Besuch der 1564 gegründeten Felsted School ein Studium im interdisziplinären Studiengang Philosophy, Politics and Economics (PPE) am University College der University of Oxford, das er mit höchster Auszeichnung abschloss. Danach war er 1938 kurzzeitig Laming Fellow am Queen’s College der University of Oxford. Daraufhin trat er ebenfalls 1938 in den diplomatischen Dienst (His Majesty’s Diplomatic Service) ein und fand in den folgenden Jahren zahlreiche Verwendungen an Auslandsvertretungen sowie im Außenministerium. Im Außenministerium war er zwischen 1951 und 1952 zunächst Leiter des Referats Gegenseitige Hilfe (Head of Mutual Aid Department, Foreign Office) sowie danach von 1952 bis 1954 Leiter des Amerika-Referats (Head of American Department, Foreign Office). Während seiner darauf folgenden Verwendung zwischen 1954 und 1956 als Botschaftsrat an der Botschaft in Ägypten wurde er für seine Verdienste 1955 zum Companion des Order of St Michael and St George (CMG) ernannt und erlebte den Beginn der Sueskrise. Er war ferner zwischen 1958 und 1962 Botschaftsrat an der Botschaft in der Sozialistischen Föderativen Republik Jugoslawien (SFRJ) sowie daraufhin als Nachfolger von Michael Stewart von 1962 bis zu seiner Ablösung durch Donald Hopson 1965 als Geschäftsträger (Charge d’Affaires) Leiter der diplomatischen Vertretung in der Volksrepublik China. Als Geschäftsträger in der Volksrepublik China war er zugleich von 1963 bis 1965 als Geschäftsträger für die diplomatische Vertretung in der Mongolischen Volksrepublik zuständig.
1965 kehrte Garvey ins Außenministerium zurück und war bis 1968 Leiter der Abteilung Wirtschaft und Handel (Assistant Under-Secretary for Foreign Affairs (Economic and Commercial)). Im Anschluss wurde er 1968 zum Botschafter in der Sozialistischen Föderativen Republik Jugoslawien ernannt und übergab dort als Nachfolger von Sir Duncan Wilson seine Akkreditierung. Er verblieb auf diesem Posten bis 1971 und wurde daraufhin von Sir Dugald Leslie Lorn Stewart abgelöst. Für seine Verdienste wurde er 1969 als Knight Commander des Order of St Michael and St George (KCMG) geadelt, so dass er fortan das Prädikat „Sir“ führte. 1971 erfolgte seine Ernennung zum Hochkommissar in Indien, wo er als Nachfolger von Sir Maurice James sein Beglaubigungsschreiben überreichte. Er bekleidete dieses Amt bis 1973, woraufhin Sir Michael Walker ihn ablöste. Zuletzt wurde er 1973 zum Botschafter in der Sowjetunion ernannt und übergab dort seine Akkreditierung als Nachfolger von Sir John Killick. Auf diesem diplomatischen Posten verblieb er bis zu seinem Eintritt in den Ruhestand 1975 und wurde im Anschluss von Sir Howard Smith abgelöst.
Terence Garvey war zwei Mal verheiratet. Aus seiner 1941 geschlossenen und später aufgelösten ersten Ehe mit Barbara Hales Tomlinson gingen eine Tochter und zwei Söhne hervor. Nach 1954 heiratete er in zweiter Ehe Rosemary Margaret Pritchard (1918–2011), Tochter von Harold Pritchard (1876–1938) und Edith Little, die wiederum zuvor in ihren ersten, 1954 geschiedenen Ehe mit dem Diplomaten Sir Con O’Neill (1912–1988) verheiratet war. Die zweite Ehe von Terence Garvey blieb kinderlos. Nach seinem Tode wurde er auf dem Friedhof der Abtei von Murrisk im irischen Couny Mayo bestattet.

## Veröffentlichung
- Bones of Contention. An Enquiry Into East-West Relations, Routledge & Kegan Paul, London, 1978, ISBN 0-7100-0010-3